# Adolf Nikolaus von Buccow
Gróf Adolf Nikolaus Buccow (1712. január 7. – Nagyszeben, 1764. május 18.), a Habsburg Birodalom morva származású tábornoka.

## Életútja
Osztrák bárói (Freiherr) rangot viselő családból származott. Fiatalon katonai pályára lépett, 1745. június 3-án lépett elő tábornokká, generális főstrázsamesteri (Generalfeldwachtmeister) rangban. 1754. augusztus 3-án (1752. augusztus 3-ától számított ranggal) altábornaggyá, 1758. január 30-án pedig lovassági tábornokká léptették elő.
Mária Terézia 1761-ben Erdély katonai parancsnokává nevezte ki. Fő feladata az úgynevezett határszéli katonaság (határőrség) megszervezése volt: az Erdély déli, keleti és északkeleti részén kialakított határőrvidéken két román és két székely gyalogezredet, valamint egy vegyes székely-román huszárezredet kellett szerveznie.
A románok általában örömest vállalkoztak a fegyveres szolgálatra, mert ezzel felszabadultak a jobbágyszolgálat alól. A román nép csak Beszterce vidékén vonakodott, de miután Buccow több zavargót befogatott, felakasztatott vagy kerékbe töretett, az ellenállás megszűnt. A magyar rendeket megdöbbentette, hogy az ő jobbágyaik is határőrnek állhatnak; úgy vélték, ez teljesen felforgatja Erdély alkotmányát, és hevesen ellenkeztek. Különös eréllyel fordult szembe ezzel a tervvel gróf Kemény László főkormányzó.
Az 1761 őszére összehívott erdélyi országgyűlésen Buccow minden korábbinál erőszakosabban zsarolta, irányította a rendeket. Az uralkodónak felterjesztett reformjavaslataiban az állandó megyei bíróságok létrehozása mellett ajánlotta az erdélyi közjog és az erdélyi nemesek nemességének általános felülvizsgálatát – valamint azt, hogy mondassák le Kemény László gubernátort, és őt állítsák a polgári kormányzat élére is, a Guberniumba pedig az örökös tartományokból nevezzenek ki tanácsadókat.
1761/62 fordulóján megkezdte az erdélyi határőrség szervezését a románok lakta Naszód környékén, majd 1762 tavaszán a Székelyföldön is. Ehhez a királynő 1762 áprilisában teljhatalmú királyi biztossá nevezte ki Buccowot a határőrség létrehozására. A románok kezdetben tömegesen jelentkeztek, a székelyek azonban egykori jogaik visszaállítását, illetve megerősítését szabták feltételül. Buccow erőszakosságának hatására tömeges zendülések robbantak ki – egy ízben őt magát is Bornemissza János főkirálybírónak kellett megmentenie az agyonveretéstől.
Az erőszakos toborzás sikertelensége miatt a királynő 1763 májusában Bécsbe rendelte Buccowot, és a toborzást a magát eleinte engedékenyebbnek láttató Siskovics József altábornagyra bízta. 1763. október közepén Mária Terézia visszaengedte Buccowot Erdélybe, de meghagyta neki, hogy többet ne avatkozzon a határőrség szervezésébe.
Az új alakulatok felállításához azonban ragaszkodott, ezért Kemény Lászlót fizetése meghagyásával hivatalából felmentette, és helyébe Buccowot nevezte ki főkormányzóvá (a Gubernium elnökévé). Ezután egy évtizedig királyi biztosként a főhadparancsnokok voltak a Gubernium vezetői. Új tisztében Buccow az igazságszolgáltatás és adóügy korszerűsítésére összpontosított. Mivel nem tudott magyarul, az erdélyi közigazgatás hivatalos nyelvét latinra változtatta. 1763-ban vezette be a Systhema Bethlenianumot továbbfejlesztő és róla Systhema Buccowianumnak nevezett adórendszert. Ez hat éven át volt érvényben, majd 1769-ben a Buccow jobbkeze (ez idő tájt a kancellária vezetője) Samuel von Brukenthal által kidolgozott Systhema Bruckenthalianum váltotta fel.
1763-ban Mária Terézia visszahívta tisztségéből, helyére Siskovics József tábornokot, az Udvari Haditanács tagját nevezte ki, aki még erőszakosabban lépett fel a székely ellenállás letörésére. Parancsára hajtották végre 1764 januárjában a madéfalvi vérengzést. 1764-ben a királynő Hadik András tábornokot nevezte ki a Gubernium elnökévé.